# Vicellous Shannon
Vicellous Reon Shannon (Memphis, 11 april 1971) is een Afro-Amerikaans acteur. In 1999 speelde hij Lesra Martin in de film The Hurricane. Hij was eveneens te zien in het eerste seizoen (en heel kort in het tweede seizoen) van 24 de rol van Keith Palmer, de zoon van presidentskandidaat David Palmer. Shannon speelt tegenwoordig voornamelijk kleine rolletjes in bekende televisieseries als CSI: Crime Scene Investigation, House, JAG en The Shield.

## Televisieserie
- MacGyver - als Tookie (Afl. Gunz 'n Boyz, 1991)
- L.A. Law - als Gilbert Russell (Afl. Zo Long, 1992)
- Roc - als Jonge Roc (Afl. Up in the Attic, 1993)
- Dream On - als Danny (Afl. Oral Sex, Lies and Videotape, 1993)
- Sister, Sister - als Anthony (Afl. Car Trouble, 1994)
- South Central - als Zichzelf (Afl. Date, 1994)
- Picket Fences - als Zwart Kind #1 (Afl. Elective Conduct, 1994)
- M.A.N.T.I.S. - als Trey (Afl. Revelation, 1994)
- Chicago Hope - als Lannie Sutton (Afl. Great White Hope, 1995)
- Beverly Hills, 90210 - als Juwan (Afl. Squash It, 1995)
- Party of Five - als Andy Hughes (Afl. Have No Fear, 1995)
- Moesha - als Darnell (Afl. Pilot, 1996)
- The Client - als Anthony Gibson (Afl. The High Ground, 1996)
- L.A. Firefighters - als Bobby Grimes (3 afleveringen, 1996)
- Dangerous Minds - als Cornelius Hawkins (1996)
- Early Edition - als Marcus (Afl. Angels and Devils, 1997)
- Touched by an Angel - als Jason DeLee (Afl. At Risk, 1997)
- NYPD Blue - als Jamal (Afl. A Draining Experience, 1997)
- The Parent Hood - als Sleep/The Mad Gatter (2 afleveringen, 1995-1997)
- Pensacola: Wings of Gold - als Chris Johnson (Afl. Vertigo, 1998)
- City of Angels - als Marvell Preston (Afl. Deliver the Male, 2000)
- Judging Amy - als Joseph Dutton (Afl. Gray vs. Gray, 2000)
- 24 - als Keith Palmer (13 afleveringen, 2001-2002)
- Without a Trace - als Brandweerman in Proeftijd (Afl. Trip Box, 2003)
- The Guardian - als Taliek Allen (4 afleveringen, 2003-2004)
- The Shield - als Trick (Afl. Strays, 2004)
- Cold Case - als Joel (Afl. The Badlands, 2004)
- JAG -als Adelborst Kevin Dupree (3 afleveringen, 2003-2004)
- House - als Carnell Hall (Afl. Daddy's Boy, 2005)
- CSI: Crime Scene Investigation - als Aaron/Marshall James (3 afleveringen, 2006-2007)
- CSI: Miami - als Todd Harris (Afl. Seeing Red, 2009)
- Sons of Anarchy - als Fester (Afl. So, 2010)
- The Mentalist - als Jeron 'Shade' Slaughter (Afl. Black Cherry, 2012)
- Bones - als Curtis Martin (Afl. El Carnicero en el Coche, 2013)

## Televisiefilm
- Banner Times -als Monty (1993)
- M.A.N.T.I.S. - als Ski (1994)
- Zooman - als Russell (1995)
- Grand Avenue (1996)
- Don't Look Back - als Drugs Dealer #2 (1996)
- David and Lisa - als Tyrone (1998)
- Freedom Song - als Owen Walker (2000)
- Semper Fi - als Keith Maddox (2001)
- Pleading Guilty - als Detective Dewey Phelan (2010)

## Film
- Deep Cover - als 13 Jarige (1992)
- D2: The Mighty Ducks - als James (1994)
- Kangaroo Court (1994)
- Senseless - als Carter (1998)
- Can't Hardly Wait - als Reddi Whip Kid (1998)
- 2 Little, 2 Late - als Seth 'Crystal' Meth (1999)
- The Hurricane - als Lesra (1999)
- Ghost Soldier (1999)
- Dancing in September - als James (2000)
- Hart's War - als Luitenant Lamar T. Archer (2002)
- Last Flight Out - als Jim (2004)
- Annapolis - als Tweeling (2006)
- Animal 2 - als Darius (2008)
- Ghost Soldiers (2012)

## Prijzen en nominaties
Black Reel Awards:
- 2001: Genomineerd voor Network/Cable - Best Supporting Actor voor zijn rol in Freedom Song
- 2002: Genomineerd voor Network/Cable - Best Supporting Actor voor zijn rol in Dancing in September

- Gemeinsame Normdatei: 1199583316
- International Standard Name Identifier: 0000 0000 5360 1230
- Library of Congress Control Number: no99028651
- MusicBrainz: 1092e0c3-c681-4450-a6d7-a9dc1c3c8519
- Virtual International Authority File: 301597964